# Vila Ruiva (Fornos de Algodres)
Vila Ruiva ist eine Gemeinde (Freguesia) im portugiesischen Kreis Fornos de Algodres. In ihr leben 168 Einwohner (Stand 30. Juni 2011).